# ペドロ・フローレス
ペドロ・フローレス（Pedro Flores、1951年1月14日 - ）は、メキシコの男性プロボクサー。元WBA世界ライトフライ級王者。

## 略歴
1973年11月7日、プロデビュー。デビューから8連勝を果たした。
1975年7月19日、9戦目でメキシコ国内王座初挑戦。空位のフライ級王座をアルベルト・モラレスと争うも、12回判定負けでプロ初黒星。その後、さらに3連敗。1976年4月21日に5試合ぶりの勝利を収めるも、その後1977年まで3試合を戦い、1勝2敗。1978年は1試合も行わず。
1980年6月13日、国内王座再挑戦。フライ級王者ホセ・ガジェゴスに挑み、12回判定勝ち。王座獲得に成功。
1980年10月12日、世界初挑戦。日本でWBA世界ライトフライ級王座12度防衛中の具志堅用高に挑むが、15回判定負け。しかし、終盤には王者をダウン寸前にまで追い詰めるなどの大健闘を見せ、高い評価を得ることになる。
1981年3月8日、具志堅に再挑戦し12回TKO勝ち。具志堅を4年以上君臨し続けてきた世界王座から引きずり降ろし、23戦目にして世界王者となった。
1981年7月18日、初防衛戦。敵地で1位・金煥珍（韓国）と対戦したが、13回TKO負け。4か月で世界王座から陥落。
1982年7月24日、同国人の世界ランカールペ・マデラとノンタイトル戦を戦い、10回判定負け。この試合を最後に引退した。なお、マデラはその後、1983年7月に渡嘉敷勝男を降して、WBA世界ジュニアフライ級王者となった。
引退後、メキシコでボクシングジムをオープンさせた。
1997年、テレビ朝日で放送された「ザ・スーパーサンデー・あの人は今」で近況が紹介され、自身のジムで具志堅と1ラウンドのスパーリングを行った。